# José María Jimeno Jurío
José María Jimeno Jurío (Artajona, 13 de maig de 1927 - Pamplona, 3 d'octubre de 2002) va ser un historiador i etnògraf navarrès, que va centrar els seus estudis en Navarra. De família carlista, de jove va ser professor d'ensenyament primari. Posteriorment va ingressar en el Seminari de Pamplona, ordenant-se sacerdot. El 1970 va sol·licitar l'abandó del sacerdoci.
Expresident de la Societat d'Estudis Bascos, de la qual va estar al capdavant durant diversos anys. Va escriure una sèrie de llibres sobre la història de Navarra, costums, llengües, tradicions i estudis toponímics (especialment relacionats amb la toponímia d'arrel euskèrica a Navarra). Va ser nomenat acadèmic honorífic de la Euskaltzaindia el 1991. Va rebre el premi de la Fundació Sabino Arana el 1997 i el Manuel de Lekuona el 1998.

## Obra
- "Documentos Medievales artajoneses", Pamplona, 1968.
- "¿Dónde fue la batalla «de Roncesvalles»?", 1974. Aquí sosté que la batalla esdevingué en la fosa meridional de Valcarlos, en comptes d'on modernament se sostenia, el camí alt entre Roncesvalles i Donibane Lohitzune.
- "Olite monumental", 1974.
- "Historia de Pamplona", 1974-1975.
- "Navarra jamás dijo no al estatuto vasco", 1977.
- "Historia de Navarra. Desde los orígenes hasta nuestros días", 1980.
- "Amayur, símbolo de Navarra", 1982.
- "Toponimia de la cuenca de Pamplona: Cendea de Cizur", 1986.
- "Toponimia de la cuenca de Pamplona: Cendea de Galar", 1987.
- "Toponimia de Pamplona: la cuenca de Cendea de Olza", 1989.
- "Toponimia de la cuenca de Pamplona: Cendea de Iza", 1990.
- "Estudio toponímico de Burlada", 1991.
- "Toponimia de la cuenca de Pamplona: Cendea de Ansoáin", 1992.
- "Historia de Pamplona y sus lenguas", 1995.
- "Navarra. Historia del euskera", 1997.
- "Estella y sus calles", 1997.
- "Al airico de la tierra: tipos de la tierra", 1997.
- "Archivo General de Navarra (1194-1234)", 1998.
- "Eunate: hito jacobeo singular", 1999.
- "Artajona: toponimia vasca – Artaxoa: euskal toponimia", 1999.
- "Navarra, Guipúzcoa y el euskera siglo XVIII", 1999.
- "Archivo Municipal de Tafalla, libros de actos y ordenanzas de la villa de Tafalla (1480-1509)", 2000.
- "Archivo Municipal de Tafalla, registro del notario Rodrigo de Subiza (1489-1491)", 2000.
- "Archivo Municipal de Tafalla, libro de cuentas de la iglesia de San Sebastián (1486-1509)", 2000.
- "Puente la Reina, confluencia de rutas jacobeas", 2000.
- "Navarra i Catalunya", ?
- "Toponimia de la cuenca de Pamplona: ciudad de Pamplona", ?